# Horodnic de Sus
Horodnic de Sus – wieś w Rumunii, w okręgu Suczawa, w gminie Horodnic de Sus. W 2011 roku liczyła 5136 mieszkańców. 